# Binodoxys equatus
Binodoxys equatus är en stekelart som först beskrevs av Samanta, Tamili och Dinendra Raychaudhuri 1985.  Binodoxys equatus ingår i släktet Binodoxys och familjen bracksteklar. Inga underarter finns listade.